# Jewett (Texas)
Pour les articles homonymes, voir Jewett.
La ville de Jewett est située dans le comté de Leon, dans l’État du Texas, aux États-Unis. Sa population s’élevait à 1 167 habitants lors du recensement de 2010, estimée à 1 215 habitants en 2016.

## Histoire
Jewett a été établie en 1871 par la International Railroad Company .

## Source
- (en) Cet article est partiellement ou en totalité issu de l’article de Wikipédia en anglais intitulé « Jewett, Texas » (voir la liste des auteurs).

1. ↑  A Memorial and Biographical History of Navarro, Henderson, Anderson, Limestone, Freestone and Leon Counties, Texas, Chicago, Lewis Publishing Company, 1893 (lire en ligne), p. 465